# Макасар
Мака́сар (Макассар; индон. Makassar, макасар. ᨀᨚᨈ ᨆᨀᨔᨑ) — столица индонезийской провинции Южный Сулавеси. Крупнейший город, расположенный на острове Сулавеси, и 6-й по величине город Индонезии (после Джакарты, Сурабаи, Бандунга, Медана и Семаранга). С 1971 по 1999 город официально назывался Уджунгпанданг, по имени доколониальной городской крепости.
Площадь города 175,77 км², население — 1 250 000 жителей.

## История
К началу XVI века Макасар стал основным торговым центром Восточной Индонезии и одним из крупнейших городов острова. Правители Макасара придерживались политики свободной торговли, позволяя всем приезжим заниматься торговлей. Вследствие религиозной терпимости, даже когда ислам стал господствующей религией в регионе, христиане и представители прочих религий сохранили свои права на торговлю. Макасар стал основным центром для малайцев, ведущих торговлю на Молуккских островах, а также для европейцев и арабов.
Первыми европейцами, посетившими город, стали португальцы. Когда в 1511 году португальцы достигли Сулавеси, они нашли Макасар процветающим космополитичным центром торговли, куда приезжали китайцы, арабы, индусы, тайцы, яванцы, малайцы для продажи своих товаров, изготовленных из металла, и тканей, в обмен на жемчуг, золото, медь, камфору и пряности — мускатный орех и гвоздику, ввозимые в Макасар с островов Пряностей. К XVI веку Макасар стал важным портом Сулавеси и центром могущественных султанатов Гова и Талло, построивших вдоль побережья 11 цитаделей.
Прибытие в начале XVII века на побережье Сулавеси голландцев кардинальным образом изменило значение города. В отличие от других торговцев голландцы первоочередной целью поставили монополизацию торговли специями, и их первым шагом к этому стал захват в 1667 году форта Макасар, который они перестроили и переименовали в форт Роттердам. После этого голландцы разрушили военные укрепления султана Гова, который был вынужден поселиться на окраине Макасара. После Яванской войны (1825—1830) принц Дипонегоро был заключён в форт Роттердам, где содержался до своей смерти в 1855 году.
Голландцы окружили город крепостной стеной и переименовали его в Влаардинген. Однако не подчинявшиеся голландцам арабские, малайские и буддийские торговцы продолжали торговлю за пределами городских стен. Не позднее 1720 года (а возможно, и гораздо раньше) макасарские торговцы начали посещать северный берег Австралии и ловить там трепангов (морских огурцов) с целью поставки на китайский рынок (см. Контакты макасаров с Австралией).
Хотя голландцы контролировали побережье, вплоть до начала XX века они, несмотря на наличие ряда вассальных договоров с местными правителями, не смогли установить контроль над внутренними районами острова. Тем не менее, голландским миссионерам удалось обратить значительную часть племени тораджи в христианство. К 1938 году население Макасара достигло 84 тысяч человек.
Во время Второй мировой войны Макасар защищал гарнизон приблизительно в 1000 человек Королевской Нидерландской армии Восточной Индии по командованием полковника М. Воорена. Он решил, что сможет защитить город, и планировал начать партизанскую войну. Японская армия высадилась на Сулавеси в районе Макасара 9 февраля 1942 года. Защищавшие город подразделения отступили, но были обнаружены и захвачены в плен.
После Индонезийской революции 1950 года Макасар стал местом борьбы между профедералистскими силами капитана Абдул Ассиза и республиканскими силами полковника Сункоко. К 1950-м население города настолько выросло, что многие исторические памятники были уничтожены в целях развития города.

## Физико-географическая характеристика
Макасар расположен на юго-западном берегу острова Сулавеси, на берегу Макасарского пролива.
Согласно классификации климатов Кёппена климат Макасара тропический муссонный («Am»).
Среднегодовая температура 27,5 °C. Самый жаркий месяц — октябрь со средней температурой в 28,2 °C. Наименее жаркий — февраль со средней температурой в 26,8 °C.
Годовая норма осадков — 3086,1 мм. Наибольшее количество осадков выпадает в январе — 734,1 мм. Наиболее засушливый месяц — август (выпадает 15,2 мм).

## Экономика

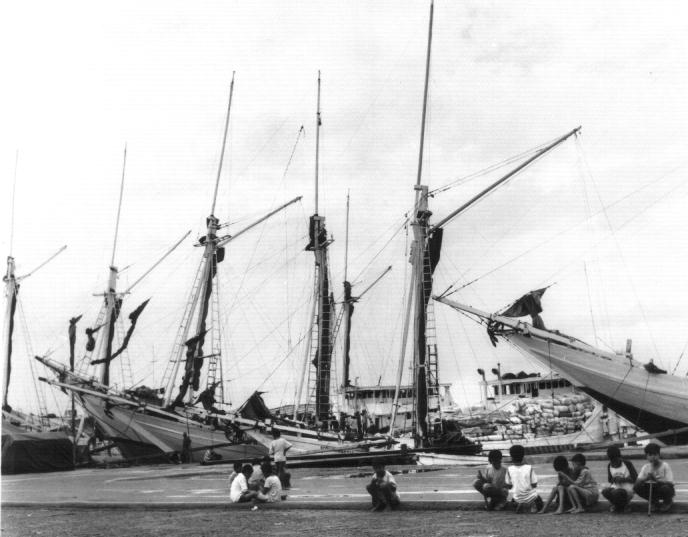
Лодки пиниси

Макасар — крупнейший порт на юге Сулавеси с регулярными внутренними и международными морскими рейсами. Город славится местными лодками пиниси, способными совершать плавания на дальние расстояния.
Макасар экспортирует эбеновое дерево и рыбу, одна из основных отраслей — выращивание морских огурцов.

## Города-побратимы
- Лисмор, Австралия
- Мобил, США
- Пешавар, Пакистан
- Констанца, Румыния
- Банджармасин, Индонезия
- Самаринда, Индонезия
- Тавау, Малайзия

## Персоналии
- Султан Хасануддин
- Супангкат, Джим